# دگرگونی (زمین‌شناسی)

نمایش شماتیک یک واکنش دگرگونی. اختصارات مواد معدنی: act=اکتینولیت، chl=کلریت، ep=اپیدوت، gt=لعل، hbl=هورنبلند، plag=پلاژیوکلاز. دو ماده معدنی کوارتز و کی-فلدسپات که در شکل نشان داده شده‌اند در واکنش شرکت نمی‌کنند. این واکنش در طبیعت و به هنگامی که یک صخره از رخساره آمفیبولیت به رخساره گرین‌شیست تغییر می‌کند روی می‌دهد.

دگرگونی یا متامورفیسم (به انگلیسی: Metamorphism) تبلور مجدد حالت جامد سنگ‌هایی است که از قبل وجود داشته‌اند. دگرگونی به علت شرایط فیزیکی و شیمیایی که عمدتاً گرما، فشار و محلول‌های شیمیایی فعال هستند رخ می‌دهد. در طی این فرایند ممکن است تغییرات کانی‌شناسی، شیمیایی و بلورشناسی روی دهد. تغییرات سطح یا زیر زمین که به علت هوازدگی یا دیاژنز روی می‌دهد، دگرگونی محسوب نمی‌شوند.
سه نوع دگرگونی وجود دارد: دگرگونی مجاورتی، دگرگونی جنبشی و دگرگونی ناحیه‌ای. دگرگونی‌ای که ناشی از افزایش فشار و دما باشد دگرگونی پیش‌رونده نام دارد. بالعکس، کاهش فشار و دما دگرگونی پس‌رونده (دگرگونی قهقرایی) را موجب می‌شود.